# Triệu Việt Vương, Hưng Yên
Triệu Việt Vương là một xã thuộc tỉnh Hưng Yên, Việt Nam. Tên xã được đặt theo tên Triệu Việt Vương, là nhà lãnh đạo khởi nghĩa, giành tự chủ thời Bắc thuộc ở Việt Nam cai trị từ năm 548 đến năm 571.

## Địa lý
Xã Triệu Việt Vương nằm ở phía bắc tỉnh Hưng Yên, có vị trí địa lý:
- Phía tây giáp xã Chương Dương của thành phố Hà Nội.
- Phía nam giáp các xã Châu Ninh, Khoái Châu và Việt Tiến.
- Phía bắc giáp các xã Mễ Sở, Hoàn Long và Việt Yên.

## Lịch sử
Ngày 16 tháng 6 năm 2025, Ủy ban Thường vụ Quốc hội ban hành Nghị quyết số 1666/NQ-UBTVQH15 về việc sắp xếp các đơn vị hành chính cấp xã của tỉnh Hưng Yên năm 2025. Theo đó, sắp xếp toàn bộ diện tích tự nhiên, quy mô dân số của các xã Phạm Hồng Thái, Tân Dân, Ông Đình và An Vĩ thành xã mới có tên gọi là xã Triệu Việt Vương.